# Смолницька Гута (округ Ґелниця)
Смолницька Гута (словац. Smolnícka Huta, угор. Szomolnokhuta) — село, громада в окрузі Ґелніца, Кошицький край, Словаччина. Кадастрова площа громади — 37,33 км². Населення — 482 осіб (за оцінкою на 31 грудня 2017 р.).
Перша згадка 1828 року.

## Географія
Протікають річка Смолник і Смольницький потік.

## Населення
| Рік:            | 1994. | 2004. | 2014.   | 2024.   |
| --------------- | ----- | ----- | ------- | ------- |
| Кількість осіб: | 475   | 494   | 475     | 470     |
| Різниця:        |       | +4 %  | -3,84 % | -1,05 % |

| Рік:            | 2023. | 2024.   |
| --------------- | ----- | ------- |
| Кількість осіб: | 478   | 470     |
| Різниця:        |       | -1,67 % |